# Ahuehuetzingo
Ahuehuetzingo är en ort i Mexiko.   Den ligger i kommunen Puente de Ixtla och delstaten Morelos, i den sydöstra delen av landet, 90 km söder om huvudstaden Mexico City. Ahuehuetzingo ligger 970 meter över havet och antalet invånare är 1 198.
Terrängen runt Ahuehuetzingo är varierad. Runt Ahuehuetzingo är det ganska tätbefolkat, med 185 invånare per kvadratkilometer. Närmaste större samhälle är Coatetelco, 5,9 km norr om Ahuehuetzingo. Omgivningarna runt Ahuehuetzingo är en mosaik av jordbruksmark och naturlig växtlighet.